# Demir Hotić
Demir Hotić (* 9. Juli 1962 in Bosanski Novi, SFR Jugoslawien) ist ein bosnischer Fußballtrainer und ehemaliger Fußballspieler.

## Karriere
Über seinen Jugendclub Sloboda Bosanski Novi kam er zum TuS Gerresheim. Weitere Stationen waren der PSV Borussia Düsseldorf, Fortuna Düsseldorf und Union Solingen, bevor er die Spielzeit 1988/89 für die Stuttgarter Kickers bestritt. Von dort wechselte er für ein halbes Jahr zum VfB Stuttgart, ehe ihn Karl-Heinz Feldkamp zur Winterpause der Saison 1989/90 zum 1. FC Kaiserslautern holte. Dort hatte er seine erfolgreichste Zeit als Spieler und maßgeblichen Anteil am Gewinn des DFB-Pokals 1989/90 und der deutschen Meisterschaft 1991. Seinen wohl auch international beachtlichsten Auftritt hatte Hotić am 6. November 1991. Im Achtelfinale des Europapokals der Landesmeister erzielte er zwei Tore beim 3:1-Heimsieg des 1. FC Kaiserslautern über den späteren Pokalgewinner FC Barcelona. Mit einer beachtlichen Leistung gelang es dem damaligen Deutschen Meister die 0:2-Hinspielniederlage zu egalisieren. Bis zur 90. Minute führte Kaiserslautern sogar mit 3:0, ehe dem spanischen Meister durch ein glückliches Tor in der Schlussminute doch noch der Einzug in die nächste Runde gelang, lediglich wegen der mehr erzielten Auswärtstore. Der FC Barcelona marschierte danach souverän durch den Europapokal und gewann den Wettbewerb in dieser Spielzeit. Hotić blieb bis zur Saison 1993/94 in Kaiserslautern und spielte danach noch bei Fenerbahçe Istanbul, den Stuttgarter Kickers und bei Yverdon-Sport FC, wo er seine Profikarriere 1995 beendete.
Hotić arbeitete von 1996 bis 1999 als Trainer beim Traditionsverein Wormatia Worms, den er 1998 aus der Verbandsliga zurück in die Oberliga Südwest führte. Nach einem kurzen Intermezzo bei der U19 des 1. FC Kaiserslautern wechselte er zum Oberligisten Eintracht Bad Kreuznach. In seiner Trainerzeit bei TuRU Düsseldorf von 2002 bis 2005 stieg der Verein von der Landesliga bis in die Oberliga Nordrhein auf. Von Ende September 2007 bis Juni 2008 arbeitete Hotić als Co-Trainer seines ehemaligen Mannschaftskameraden aus Kaiserslauterer Zeiten Reinhard Stumpf beim türkischen Erstligisten Gençlerbirliği Ankara.
Im Januar 2009 übernahm er für ein halbes Jahr den Trainerposten beim FK Željezničar Sarajevo, einem der traditionsreichsten Vereine in Bosnien und Herzegowina.
Hotić bestritt in Deutschland 134 Bundesligaspiele und schoss dabei 36 Tore. Darüber hinaus erzielte er 46 Tore in 197 Zweitligaspielen.
Sein Neffe ist der Fußballprofi Mustafa Kučuković.